# Ioan T. Morar
Ioan T. Morar (n. 13 aprilie 1956, Șeitin, Arad, România) este un scriitor, jurnalist, diplomat și activist civic din România.

## Biografie
În 1981 a absolvit ca șef de promoție  facultatea de Filologie a Universității Timișoara, secția română-franceză. În perioada 1981-1986 a fost profesor de limba română la Liceul Industrial „Textila” din Lugoj. 
Din 1987 a devenit redactor al revistelor Viața studențească și Amfiteatru. După 1989 a lucrat la Cuvântul și Alianța Civică.
Între 1990 și 1991 a fost redactor șef la Varietăți, TVR, de unde a demisionat. Este membru fondator al Academiei Cațavencu. Din toamna anului 2004 este și senior editor la Cotidianul. A realizat mai multe emisiuni de televiziune, până în 1996 activând în grupul Divertis. Este realizator și prezentator al emisiunii „Lumea citește!” pe TVR 1. Este membru al Uniunii Scriitorilor din România.
În 2010 a fost numit în postul de consul general român la Marsilia, în Franța, funcție în care a rămas timp de un an.
În 2017 a fost "întronizat" paharnic la Chateauneuf du Pape.

## Operă
- Îmblânzitorul de metafore (Facla, 1981)
- Vară indiană (Albatros, 1984), premiul de debut al Uniunii Scriitorilor din România
- Fumul și spada (Cartea Românească, 1989)
- Șovăiala (Brumar, 2000), premiul pentru poezie al Uniunii Scriitorilor
- Nerușinarea (Brumar, 2003)
- Lindenfeld (Polirom, 2005), proză
- Cartea de la capătul lumii: Noua Caledonie - la un pas de Paradis (Polirom, 2007), memorialistică
- Paloarea (Brumar, 2010), poezie
- Negru și Roșu (Polirom, 2013) [3]. Tradusă în spaniolă, Negro y rojo, Ed. Xorki, Madrid, 2016. Trad. Joaquin Garrigos
- Sărbătoarea Corturilor (Polirom, 2016) [4]
- Șapte ani în Provence (Polirom, 2018) Premiul Special al Uniunii Scriitorilor
- Fake News in Epoca de Aur (Polirom, 2020) Premiul Scriitorul Lunii Iulie al Uniunii Scriitorilor

## Volume colective
- Cartea cu bunici, coord. de Marius Chivu, Ed. Humanitas, 2007
- Scriitori la poliție, coord. de Robert Șerban, Editura Polirom, 2016